# Acanthocyclops balcanicus
Acanthocyclops balcanicus – gatunek widłonoga z rodziny Cyclopidae, nazwa naukowa gatunku została po raz pierwszy opublikowana w 1992 roku przez bułgarskich zoologów Weselina T. Najdenowa (1932-2001) i Iwana S. Pandourskiego.